# Pozorek (Staw Kunowski)
Pozorek – część wsi Staw Kunowski w Polsce, położona w województwie świętokrzyskim, w powiecie starachowickim, w gminie Brody.
W latach 1975–1998 Pozorek administracyjnie należał do województwa kieleckiego.